# Honos

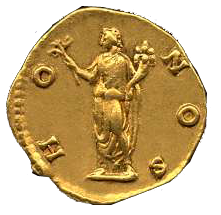
Honos op een aureus van keizer Marcus Aurelius.

Honos of Honor was een personificatie van de eer.
Na de inname van Syracuse door de Romeinen in de Tweede Punische Oorlog, wilde de consul Marcellus volgens een door hem gedane gelofte een tempel wijden ter ere van Honor en Virtus, d. i. "de dapperheid". Hij wilde de bestaande tempel voor Honos uitbreiden en ook aan Virtus wijden. Toen echter de priesters verklaarden, dat men niet één heiligdom aan twee godheden wijden mocht, werd in de tempel naast de cella voor Honos nog een tweede cella voor Virtus gebouwd, evenwel zó, dat men binnen de tempel vanuit de ene cella de andere kon binnentreden.
Men beeldde hem af als een man met een cornucopia in de linker- en een speer in de rechterhand.